# 宋长瑞
宋长瑞（1951年5月—），河北涿鹿人。中华人民共和国地方干部。
1976年加入中国共产党。中共中央党校领导干部函授班经济管理专业毕业，新加坡南洋理工大学商学院管理经济学专业在职研究生学历，理学硕士学位。历任河北省委党校办公室主任、秘书长、副校长；廊坊市委副书记，石家庄市委副书记，秦皇岛市委书记，保定市委书记等职。2008年1月当选河北省人大常委会副主任。